# Il·lita
La il·lita és una varietat de la moscovita, un mineral del grup dels silicats segons la classificació de Strunz. És una argila no expansiva, micàcia. La il·lita és un fil·losilicat o silicat laminar. La seva estructura està constituïda per la repetició de capes de tetràedre – octàedre – tetràedre (TOT). L'espai entre capes està principalment ocupat per cations de potassi pobrament hidratats.
El nom deriva de l'estat nord-americà d'Illinois, ja que va ser descrita a Calhoun County, Illinois (Estats Units) el 1937.
Estructuralment la il·lita és força similar a la moscovita o a la sericita amb una mica més de silici, magnesi, ferro, i aigua; i lleugerament menys d'alumini tetrahèdric i potassi interlaminar. La bramal·lita és una anàloga rica en sodi.

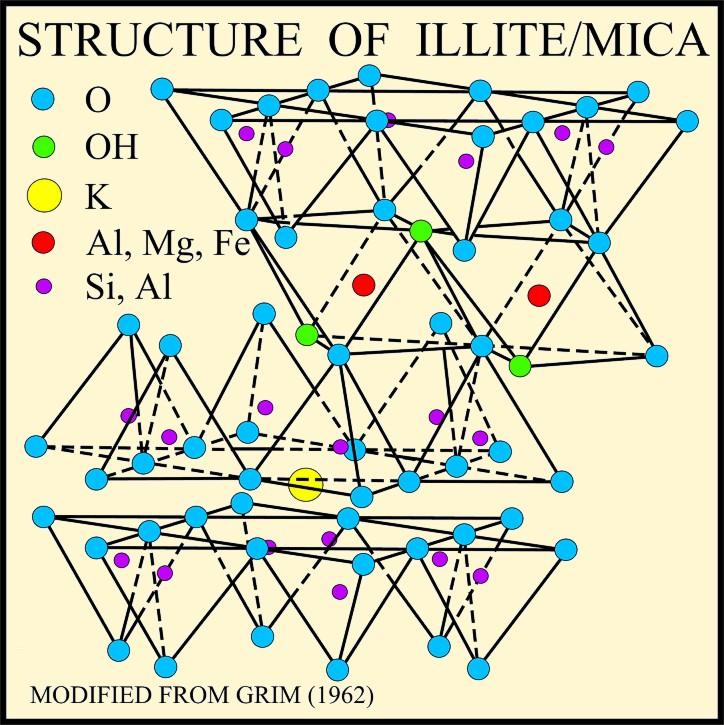
Estructura de la il·lita.

La fórmula química és (K,H₃O)(Al, Mg, Fe)₂(Si, Al)₄O10[(OH)₂,(H₂O)], per una considerable substitució iònica. Es produeix com agregats de petits cristalls monoclínics grisos a blancs. Per la seva petita mida, la seva identificació usualment requerix anàlisi de difracció de raigs X. La il·lita és un producte de l'alteració o meteorització de la moscovita i el feldespat en ambient de meteorització hídrica i tèrmica. És comuna en sediments, sòls, roques argil·losedimentàries, i en roca metamòrfica. Es diferencia de la glauconita en sediments per anàlisi de raigs X.
La capacitat de bescanvi catiònic de la il·lita és més baixa que la de l'esmectita però més alta que la de la caolinita, típicament entre 20 – 30 meq/100 g.

## Cristal·lització
La cristal·lització de la il·lita s'ha fet servir com indicador del grau metamòrfic en roques amb argiles. Amb increment de la temperatura la il·lita es transforma en moscovita.